# Diospyros thorelii
Diospyros thorelii là một loài thực vật có hoa trong họ Thị. Loài này được (Lecomte) Hiep mô tả khoa học đầu tiên năm 1996.